# 明神
明神（みょうじん）は、日本の神仏習合における仏教的な神の称号の一つ。

## 歴史
古代において神を指す名称としては、神社名を冠した「大神」という呼び方が存在していた。また『続日本紀』天平2年(730年)10月29日条などにある「名神」号は朝廷における社格制度として存在していた。「明神」という言葉が文献上最初に現れたのは、天平3年（731年）の奥書を持つ『住吉大社神代記』であり、そこでは住吉大社の祭神である「底筒男命・中筒男命・表筒男命」の三柱を「住吉大明神」と記している。ただしこの史料の製作年代は元慶3年（879年）以降の天暦（947年 - 957年）および長保年代（999年 - 1003年）以前であると見られている。また『門葉記』には貞観9年（869年）に成立した『壱道記』から引いたという形で、円仁が「伊勢大明神」や「春日大明神」などを十二支の「如法経守護神」として定めたという記述がある。確実に当時のものと言える記述は、『日本三代実録』仁和2年（886年）8月7日条にある「松尾大明神（松尾大社）」というものである。いずれにせよ10世紀には大明神号が使用されていたことは確かである。
以降平安時代における記述においては特別に崇敬される神が明神もしくは大明神と呼ばれていた。同一資料において同じ神を明神・大明神の両方で呼んでいる例もあり、明確な区別がされないこともあった。今堀太逸は十一世紀の『神名帳』を調査し、正一位・従一位の神階をもつ『国内鎮守の神』が大明神という表記をされていたとしている。
その後本地垂迹説の勃興により、これら大明神が日本の民を救済するために現れた仏教の仏の化身であると考えられるようになった。仁平2年（1152年）以前に成立したと見られる『注好選』においては、釈迦が「大沙明神」として現世に現れたこと、また『悲華経』に「我滅度後、於末法中、現大明神、広度衆生」という言葉があるという事が紹介されている。ただし、「我滅度後、於末法中、現大明神、広度衆生」のことばは、実際の悲華経には存在しない。しかしこの認識は広まり、大明神号は仏教と関連していると考えられるようになった。
中世から近世にかけて、神が本来の名前で呼ばれることは少なく、神社名を冠した「明神」や「権現」で呼ばれる事が通常であった（「鹿島大明神」「香取大明神」など）。また中世以降に成立した吉田神道では、神に対して「明神号」を授ける事が行われるようになった。豊臣秀吉の没後には朝廷から豊国大明神の神号が追贈されている。江戸時代初期には徳川家康の神号をめぐって、天海の「大権現」案と、以心崇伝の「大明神」案をめぐる論争が行われている。幕末期に岡山藩に弾圧された黒住教は、吉田家から黒住宗忠に対し明神号を許されたということを正統性の根拠としていた。
明治元年（1868年）3月28日の神仏判然令により、神号における仏教由来の言語は取り除かれるよう指令された。この法令では明神号自体は取り払うべき言葉としては示されていなかったものの、明神号はこの頃には仏教関連用語であると見られており、使用する神社は減少していった。ただし現在でも「稲荷大明神」など明神号・大明神号を使用している神社は存在する。